# Marquês de Sá da Bandeira
Marquês de Sá da Bandeira é um título nobiliárquico criado por D. Luís I de Portugal, por Decreto de 3 de Fevereiro de 1864, em favor do General Bernardo de Sá Nogueira de Figueiredo, 1.º Barão e 1.º Visconde de Sá da Bandeira de juro e herdade.

## Barão de Sá da Bandeira (1833)
Título criado por D. Pedro IV enquanto Regente da Rainha D. Maria II por Decreto de 4 de Abril de 1833 em favor do General Bernardo de Sá Nogueira de Figueiredo.

### Titular
1. Bernardo de Sá Nogueira de Figueiredo (1795–1876), 1.º Barão, Visconde e Marquês de Sá da Bandeira

### Armas
As dos Marqueses de Sá da Bandeira.

## Viscondes de Sá da Bandeira (1834)
Título criado de juro e herdade pela Rainha D. Maria II por Decreto de 1 de Dezembro de 1834 em favor do General Bernardo de Sá Nogueira de Figueiredo, 1.º Barão de Sá da Bandeira. A elevação a Visconde foi uma das mercês concedidas por motivo do casamento real entre a Rainha D. Maria II e o Príncipe D. Augusto de Leuchtenberg. 

### Titulares
1. Bernardo de Sá Nogueira de Figueiredo (1795–1876), 1.º Barão, Visconde e Marquês de Sá da Bandeira
2. Aires de Sá Nogueira de Abreu e Vasconcelos (1935–1901), 2º Visconde de Sá da Bandeira
3. Francisco de Melo de Sá Nogueira de Sousa d' Alte (1868–1954), 3º Visconde de Sá da Bandeira
4. Francisco de Albuquerque de Sá Nogueira (1896–1983), 4º Visconde de Sá da Bandeira
5. Luís Aires da Câmara de Sá Nogueira (1923–2016), 5.º Visconde e 3.º Marquês de Sá da Bandeira
6. Maria Sofia de Avilez de Sá Nogueira (1953), 6.ª Viscondessa e 4.ª Marquesa de Sá da Bandeira
7. Pedro Gonçalo Avillez de Sá Nogueira Ferreira (1972), 7º Visconde de Sá da Bandeira

### Armas
As dos Marqueses de Sá da Bandeira.

## Marqueses de Sá da Bandeira (1864)
Título nobiliárquico criado por D. Luís I de Portugal por Decreto de 3 de Fevereiro de 1864 em favor do General Bernardo de Sá Nogueira de Figueiredo, 1.º Visconde de Sá da Bandeira.

### Titulares
1. Bernardo de Sá Nogueira de Figueiredo (1795–1876), 1.º Barão, Visconde e Marquês de Sá da Bandeira
2. Francisco Manuel Maria da Câmara de Sá Nogueira (1921–2008), 2.º Marquês de Sá da Bandeira
3. Luís Aires da Câmara de Sá Nogueira (1923–2016), 5.º Visconde e 3.º Marquês de Sá da Bandeira
4. Maria Sofia de Avilez de Sá Nogueira (1953), 6.ª Viscondessa e 4.ª Marquesa de Sá da Bandeira

### Armas
Escudo esquartelado: I - Nogueira: de ouro, com uma banda xadrezada de prata e de verde de cinco ordens, com um filete de vermelho sobre-o-todo; II - Silveira: de prata, com três faixas de vermelho; III - Carvalho: de azul, com uma estrela de ouro entre uma quaderna de crescentes de prata; IV - Figueiredo: de vermelho, com cinco folhas de figueira de verde, nerviradas e perfiladas de ouro, postas em sautor.